# Lithobius sciticus
Lithobius sciticus är en mångfotingart som beskrevs av Prunescu 1965. Lithobius sciticus ingår i släktet Lithobius och familjen stenkrypare.
Artens utbredningsområde är Rumänien. Inga underarter finns listade i Catalogue of Life.